# Bure-les-Templiers
Bure-les-Templiers település Franciaországban, Côte-d’Or megyében. Lakosainak száma 135 fő (2022. január 1.). Bure-les-Templiers Menesble, Recey-sur-Ource, Saint-Broing-les-Moines, Terrefondrée, Beneuvre, Chaugey, Minot, Poinson-lès-Grancey, Villars-Santenoge és Colmier-le-Bas községekkel határos.

## Népesség
A település népességének változása:
| Lakosok száma | 211  | 154  | 130  | 137  | 142  | 138  | 134  | 134  | 134  | 135  |
|               | 1968 | 1982 | 1990 | 2006 | 2013 | 2015 | 2017 | 2019 | 2020 | 2022 |